# Sylvania (Alabama)
Sylvania is een plaats (town) in de Amerikaanse staat Alabama, en valt bestuurlijk gezien onder DeKalb County.

## Demografie
Bij de volkstelling in 2000 werd het aantal inwoners vastgesteld op 1186.
In 2006 is het aantal inwoners door het United States Census Bureau geschat op 1257, een stijging van 71 (6.0%).

## Geografie
Volgens het United States Census Bureau beslaat de plaats een oppervlakte van
19,3 km², waarvan 19,0 km² land en 0,3 km² water. Sylvania ligt op ongeveer 399 m boven zeeniveau.

## Plaatsen in de nabije omgeving
De onderstaande figuur toont de plaatsen in een straal van 16 km rond Sylvania.